# Nam Ukraina

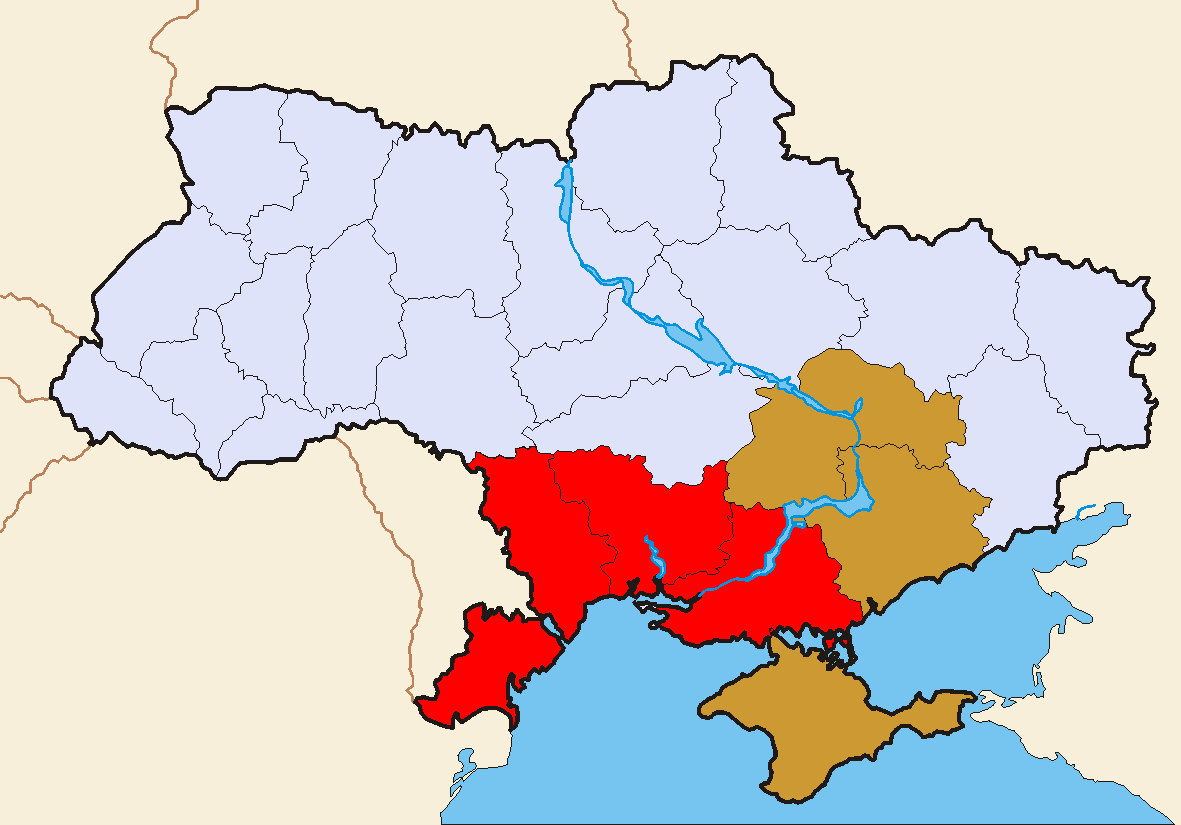
Vùng màu đỏ luôn được coi là Nam Ukraina. Vùng màu nâu cũng nhiều khi được gộp vào Nam Ukraina.

Nam Ukraina (tiếng Ukraina: Південна Україна, Pivdenna Ukrayina) là tên gọi chung cho vùng lãnh thổ phía Nam của Ukraina. Vùng này tương ứng với một khu kinh tế thời Liên Xô, đó là Khu kinh tế Nam Cộng hòa xã hội chủ nghĩa Ukraina. Hoạt động kinh tế khu vực này chủ yếu là kinh tế biển và đóng tàu. Tiếng Nga là ngôn ngữ phổ biến nhất trong khu vực (trong các trường học của Cộng hòa xã hội chủ nghĩa Ukraina học tiếng Ukraina là bắt buộc). Vào tháng 8 năm 2012, có một luật mới về ngôn ngữ địa phương, quy định ngôn ngữ nào có từ 10% dân số sử dụng trở lên thì được xem là ngôn ngữ khu vực.
Nam Ukraina bao gồm các đơn vị hành chính sau đây.
| Tỉnh, thành       | Nhân khẩu (nghìn người) | Ghi chú                            |
| ----------------- | ----------------------- | ---------------------------------- |
| Krym              | 2.033,7                 | Sáp nhập vào Nga từ ngày 18/3/2014 |
| Kherson (tỉnh)    | 1.175,1                 |                                    |
| Kirovohrad (tỉnh) | 1.133,1                 |                                    |
| Mykolaiv (tỉnh)   | 1.264,7                 |                                    |
| Odessa (tỉnh)     | 2.469,0                 |                                    |
| Sevastopol        | 379,5                   | Sáp nhập vào Nga từ ngày 18/3/2014 |
| Tổng cộng         | 8.455,1                 |                                    |